# Крижате
Крижате (словен. Križate) је насељено место у општини Моравче, Средњесловенска регија, Словенија.

## Историја
До територијалне реорганизације у Словенији биле су у саставу старе општине Домжале.

## Становништво
У попису становништва из 2011. године, Крижате су имале 32 становника.
| Број становника према пописима | Број становника према пописима | Број становника према пописима |
| ------------------------------ | ------------------------------ | ------------------------------ |
| 1991                           | 2002                           | 2011                           |
| 23                             | 31                             | 32                             |

## Галерија
- сеоски пут
- куће